# Manon Sander
Manon Sander (* 13. Januar 1970 in Lemgo (andere Angabe Herford)) ist eine deutsche Autorin.

## Leben
Sander wuchs bis 1974 in Lage auf und zog dann nach Bad Salzuflen. Sie machte ihr Abitur 1989 in Herford und zog dann nach Karlsruhe. Es folgte ein Studium der technischen Informatik in Mannheim bis 1991 sowie ein Lehramtsstudium für Grund- und Hauptschulen bis 1994. 1994 erfolgte das Erste Staatsexamen an der Pädagogischen Hochschule in Karlsruhe. 1995 zog sie zunächst nach Herford und absolvierte 1996 das Zweite Staatsexamen in Vlotho. Sander arbeitete als Grund- und Realschullehrerin und als Medientrainerin für den Verein Schulen ans Netz. Von 2001 bis 2012 lebte sie wieder in Bad Salzuflen.  2012 zog sie mit ihrer Familie nach Bayern und wohnte dort zunächst im oberbayerischen Grafrath, bevor sie 2015 nach München zog.
Sander veröffentlichte zahlreiche Lehrmaterialien, Bücher und Artikel zum Thema Bildung und Erziehung. Dabei ist ihr Inklusion (Teilhabe aller am Bildungsangebot) sehr wichtig.
Gemeinsam mit ihrem Sohn Piet Sander (* 1996) veröffentlichte sie 2011 die Erzählung Und plötzlich ist nichts mehr, wie es war ....
Neben ihrer Tätigkeit als freie Autorin arbeitete sie als Lehrbeauftragte an der Universität Bielefeld und für Wünschdirwas. Seit 2014 ist sie akademische Mitarbeiterin an der Pädagogischen Hochschule in Karlsruhe.
Manon Sander ist Mutter von sechs Kindern.

## Werke
- 2006: Kunst aus einfachen Materialien 1: Unterrichtsideen mit wenig Aufwand und großer Wirkung für die Grundschule, Auer, Donauwörth, ISBN 978-3-403-04526-7
- 2007: Frühchen & Co.: Ratgeber rund um Schwangerschaft und Geburt, Diametric Verlag, Würzburg, ISBN 978-3-938580-13-4
- 2008: Kunst aus einfachen Materialien 2: Unterrichtsideen mit wenig Aufwand und großer Wirkung für die Grundschule, Auer, Donauwörth, ISBN 978-3-403-04824-4
- 2009: Kunst aus einfachen Materialien 3: Unterrichtsideen mit wenig Aufwand und großer Wirkung für die Grundschule, Auer, Donauwörth, ISBN 978-3-403-06238-7
- 2009: Jetzt machen wir Musik! Ausgearbeitete Stunden zur musikalischen Früherziehung; mit CD, Verlag an der Ruhr, Mülheim, ISBN 978-3-8346-0590-0
- 2009: Schulstart - kinderleicht! Das Praxisbuch für Lehrer; mit CD-ROM, Auer, Donauwörth, ISBN 978-3-403-06239-4
- 2009: Kunst aus einfachen Materialien für die Kita: Originelle Bastelideen mit wenig Aufwand und großer Wirkung, Auer, Donauwörth, ISBN 978-3-403-06237-0
- 2009: Basteln und Spielen mit einfachen Materialien, Auer, Donauwörth, ISBN 978-3-403-06172-4
- 2010: Hände waschen, Schleife binden, Besteck benutzen, Auer, Donauwörth, ISBN 978-3-403-06498-5
- 2010: Aufgabensammlung Sachrechnen: Handlungsorentierte Textaufgaben aus der Lebenswirklichkeit der Kinder, Auer, Donauwörth, ISBN 978-3-403-06600-2
- 2010: Abschied von der Grundschule – kinderleicht! Auer, Donauwörth, ISBN 978-3-403-06569-2
- 2011: Wir können das! Spannende Aufgaben für das letzte Jahr in der Kita, Troisdorf, Bildungsverlag EINS, ISBN 978-3-427-50266-1
- 2011: Und plötzlich ist nichts mehr, wie es war ..., Papierfresserchens MTM-Verlag, Bodolz, mit Piet Sander, ISBN 978-3-86196-056-0
- 2011: Klitzekleine Kunstprojekte: Kreative Aktivitäten für Kinder unter drei Jahren, Troisdorf, Bildungsverlag EINS, ISBN 978-3-86723-843-4
- 2011: Die Elternarbeit im Kindergarten: Das Praxisbuch für die gute Elternarbeit in der Kita, Auer, Donauwörth, ISBN 978-3-403-06808-2
- 2011: Winter & Weihnachtswerkstatt mit Adventskalender: Freiarbeit für die Grundschule [CD-ROM], Erbe-Verlag, Remscheid, ISBN 978-3-86432-058-3
- 2012: Referate im Sachunterricht: Schüler sicher begleiten: von der Themenfindung bis zur Präsentation, Auer, Donauwörth, ISBN 978-3-403-06863-1
- 2012: Langinach Banga, Papierfresserchens MTM-Verlag, Bodolz, ISBN 978-3-86196-115-4
- 2013: Leseabenteuer für die Grundschule – Sinnentnehmendes Lesen in der Klasse 1 und 2, Grundschulstunden, ISBN 978-3-940253-52-1
- 2013: Referate im Deutschunterricht: Schüler sicher begleiten: Von der Themenfindung bis zur Präsentation, Auer, Donauwörth, ISBN 978-3-403-07179-2
- 2014: Textverständnis in der 7. und 8. Klasse, Hase und Igel Verlag, Garching bei München, ISBN 978-3-86760-886-2
- 2014: Referate im Religionsunterricht, Schüler sicher begleiten: von der Themenfindung bis zur Präsentation, Auer, Donauwörth, ISBN 978-3-403-07348-2
- 2014: Kochen und Backen mit Kindern: Alles, was Kinder gerne essen und über Ernährung wissen sollten, Oberstebrink, Düsseldorf, ISBN 978-3-934333-48-2
- 2014: Mein Lernspaß-Block mit der Maus: Deutsch Klasse 1, Klett, Stuttgart, ISBN 978-3-12-949298-7
- 2015: Mein Übungsheft, Lesen und Rechtschreiben 1. Klasse, Der kleine Lerndrache, Klett, Stuttgart, ISBN 978-3-12-949165-2
- 2015: Kleckern, Klecksen, Kleben: Künstlerische Aktivitäten in der Kindergruppe, Burckhardthaus-Laetare, München, ISBN 978-3-944548-19-7
- 2016: Die Mathe-Helden, Rechnen bis 20, 1.Klasse, Klett, Stuttgart, ISBN 978-3-12-949417-2
- 2017: Spiele für Feste und Feiern: Motivierende Ideen für die Grundschule, Auer, Augsburg, ISBN 978-3-403-07294-2
- 2017: Die Lern-Helden Deutsch und Mathe. Die wichtigsten Themen, Deutsch und Mathe Klasse 1, Mitautorin, Klett, Stuttgart, ISBN 978-3-12-949453-0
- 2017: Mein Rätsel-Block Schreiben, Rätsel dich schlau, Klasse 1, Klett, Stuttgart, ISBN 978-3-12-949513-1
- 2017: Spiele für den Abschlusskreis: Motivierende Ideen für die Grundschule (1. bis 4. Klasse), Auer, Augsburg, ISBN 978-3-403-07204-1
- 2017: Azubi-Shop 24: Basis-Lernkarten Fachwirt/in im Gesundheits- und Sozialwesen: Erfolgreiche Prüfungsvorbereitung auf die Abschlussprüfung, Prinosco, ISBN 978-3-96159-158-9
- 2018: Azubi-Shop 24: Lernkarten Elektroniker /-in für Automatisierungstechnik Prüfung Prüfungsvorbereitung: Prüfung Elektroniker für Automatisierungstechnik Prüfungsvorbereitung Ausbildung, Princoso, ISBN 978-3-96159-157-2
- 2018: Inklusion, Flüchtlinge, Eltern: Alte Probleme neue Herausforderungen, Auer, Augsburg, ISBN 978-3-403-08226-2
- 2019:  Quereinsteiger-in Neu im Lehrerjob, Auer, Augsburg, ISBN 978-3-403-08196-8
- 2020: 77 Checklisten für meinen Grundschulalltag, Auer, Augsburg, ISBN 978-3-403-08464-8
- 2022: Kita-Clips: Einstieg, Abschied, Übergang: Microfortbildung für Sie, Ihr Team, Ihre Kita, Auer, Augsburg, ISBN 978-3-403-08642-0
- 2023: Krisensituationen souverän begegnen, Auer, Augsburg, ISBN 978-3-403-08489-1
- 2024: Erfolgreicher Unterrichten als Lerncoach, Auer, Augsburg,  ISBN 978-3-40308640-6
- 2024: Einfache Kunstideen für Fachfremde, Auer, Augsburg,  ISBN 978-3-403-08995-7
- 2024: Gestalten mit einfachen Werkstoffen - Klasse 1-4, Auer, Augsburg,  ISBN 978-3-403-08890-5
- 2024: Kita-Clips: Digitales Arbeiten und Lernen, Auer, Augsburg,  ISBN 978-3-403-08641-3
- 2025: 77 Skills zum Unterrichten der Generation Alpha, Auer, Augsburg,  ISBN 978-3-403-08951-3
- 2025: Schule ohne Gewalt, Mobbing und Diskriminierung, Auer, Augsburg,  ISBN 978-3-403-08959-9